# Jan Potharst
Jan Hilbert Potharst (Amsterdam, 4 januari 1918 – aldaar, 6 september 2008) was een Nederlands voetballer. De verdediger kwam tussen 1939 en 1952 uit voor AFC Ajax, waarvoor hij tevens enige jaren aanvoerder was.
Potharst speelde in zijn jeugd voor voetbalclub VVA uit Amsterdam. Op veertienjarige leeftijd maakte hij de overstap naar Ajax. Hij doorliep de jeugdopleiding en maakte op 5 maart 1939 zijn debuut in het eerste, in een uitwedstrijd tegen VSV. In ruim dertien jaar tijd speelde Potharst 237 wedstrijden in het shirt van Ajax. Met de club won hij in 1939 en 1947 de kampioenscompetitie en in 1943 de NVB beker. De laatste jaren van zijn loopbaan was Potharst aanvoerder van Ajax. Hij maakte geen enkel doelpunt.
Op 12 mei 1946 maakte hij zijn debuut voor het Nederlands voetbalelftal, in een met 6-3 gewonnen wedstrijd tegen België. In totaal speelde Potharst zes interlands, de laatste was in 1950.
Na zijn actieve carrière was Potharst actief als bestuurslid van Ajax. Hij was commissaris betaald voetbal, lid van de Ledenraad en lid van verdienste. Bij zijn afscheid werd hij benoemd tot Erelid van de club. In 1995 kreeg hij de eer de eerste paal van het jeugdcomplex De Toekomst in de grond te slaan.